# نائل بركات
نايل بركات هو مهندس ميكانيكي وأكاديمى كويتي–أمريكي، بارز في مجالات الهندسة التعليمية، والقيادة الهندسية، والأخلاقيات المهنية. يشغل منصب أستاذ ورئيس قسم الهندسة الميكانيكية في جامعة تكساس في تايلر. ويعرف باسهاماته في مجالات الميكانزونيكس، واستغلال الطاقة، والروبوتات.

## التعليم والمسيرة الأكاديمية
حصل بركات على درجة البكالوريوس في الهندسة الميكانيكية من جامعة الكويت عام 1989، ثم تابع دراساته العليا في كندا، حيث نال درجة الماجستير في الهندسة الميكانيكية من جامعة كونكورديا عام 1996، ثم حصل بعدها على درجة الدكتوراه في التخصص ذاته من جامعة مكماستر في عام 2000،

## الخبرة التدريسية والإدارية
- بدأ مسيرته الأكاديمية كأستاذ مساعد في جامعة ليك سوبيريور ستيت في الولايات المتحدة من عام 2002 إلى عام 2005.

- انتقل بعدها إلى جامعة غراند فالي الحكومية في ولاية ميشيغان، حيث شغل منصب أستاذ مشارك ثم أستاذ تمامًا،
- ترأس برنامج الهندسة الميكانيكية من عام 2010 حتى عام 2016.
- في 2016، انتقل إلى جامعة تكساس إي أند إم، حيث عمل كأستاذ للهندسة الميكانيكية، ومدير لبرنامج الدكتوراه في الأنظمة الهندسية المستدامة، ونائب عميد لشؤون البحوث والدراسات العليا وذلك حتى عام 2018.
- منذ عام 2018 وحتى الآن، وهو يشغل منصب أستاذ ورئيس قسم الهندسة الميكانيكية في جامعة تكساس في تايلر.[2][3]

## النشاط المهني والمنظمات
- عمل بركات عضو مرخص في هيئة المهندسين المحترفين في أونتاريو، كندا منذ عام 2000.
- انضم إلى الجمعية الأمريكية للهندسة الميكانيكية منذ عام 1995 وتم انتخابه زميلًا في 2010.
- انتُخب عضوًا في لجنة مكافحة الفساد التابعة للاتحاد العالمي للمنظمات الهندسية عام 2012.[4]
- في عام 2022، بدأ العمل لمدة أربع سنوات في قائمة برنامج فولبرايت الأمريكي للمتخصصين.[5] وفى العام التالي 2023، تم انتخاب بركات ليتولى رئاسة المجلس الوطني لأخلاقيات الهندسة في الولايات المتحدة.[6][7]

## الجوائز والتكريم
تم انتخاب بركات كزميل في الجمعية الأمريكية للمهندسين الميكانيكيين في عام 2010. كما منحته الجامعة الأمريكية للمهندسين الميكانيكيين وسام ادوين اف. تشرش للتعليم الهندسى في عام 2020، تقديرا لاسهاماته في تطوير التعليم الهندسى وربط المعرفة الأكاديمية بالقيم المهنية.

## روابط خارجية
- الملف التعريفي الرسمي – جامعة تكساس في تايلر
- السيرة الذاتية في المجلس الوطني لأخلاقيات الهندسة (NIEE)
- صفحة ويكيبيديا الإنجليزية